# امپراتور گائوزو هان
امپراتور گائوزو(در چینی:高祖، وید-جایلز: Kao Tsu)، زاده شده با نام لیو بانگ(در چینی:劉邦، وید-جایلز: Liú Bāng) با نام محترم جی(در چینی:季)(زادهٔ ۲۵۶ یا ۲۴۷ پیش از میلاد – مرگ ۱ ژوئن ۱۹۵ پیش از میلاد) بنیان‌گذار دودمان هان و فرمانروای چین از سال ۲۰۲ پیش از میلاد مسیح تا مرگش بود. با توجه به کتاب شیجی، این پادشاه با نام معبدی تایزو و نام پسامرگ امپراتور گائو یا گائودی، گائوزو از هان، نام برده شده‌است، با این حال نام وی با نام گائوزو که به معنای بنیانگذار والا می‌باشد، ثبت نشده‌است.
وی از انگشت‌شمار بنیادگذاران در تاریخ چین است که از طبقه‌ای فرودست و رعیت برخاست. لیو بانگ پیش از رسیدن به قدرت، به عنوان مأمور کم‌اهمیت اجرای قانون در زادگاهش شهرستان پی در ایالت فتح شده چو به سلسله چین خدمت می‌کرد. پس از مرگ امپراتور نخست چین و آشوب سیاسی پس از آن، لیو بانگ از خدمت به چین خارج شد و رهبر شورشی‌های ضدچین گردید. در سال ۲۰۶ پس از میلاد، وی رقابت برای فتح سرزمین مرکزی چین را از همرزم شورشی خود شیانگ یو پیروز شد و فرمانروای چین، زیینگ، را وادار به تسلیم نمود.
پس از سقوط سلسله چین، شیانگ یو، سرکرده بالفعل نیروهای شورشی، امپراتوری سابق چین را به هجده پادشاهی تقسیم کرد و لیو بانگ مجبور به پذیرفتن ناحیه دورافتاده و فقیر باشو (سیچوآن، چونگ کینگ و جنوب شاآنشی امروزی) با مقام «پادشاه هان» شد. با گذشت کم‌تر از یک سال لیو بانگ با سپاهش شورید و سه چین را فتح کرد. این عمل باعث افروختن جنگ داخلی معروف ستیز چو و هان برای کسب برتری در چین گردید.
در سال ۲۰۲، لیو بانگ در نبرد گای‌شیا پیروز شد و اکثر نقاط چین رو متحد کرد و سلسله هان را به عنوان امپراتور بنیانگذار، بنیان گذاشت. در طول سلطنتش، لیو بانگ مالیات‌ها را کاست، کنفسیوس‌گرایی را ترویج داد و شورش‌های فرمانراوایان دست‌نشانده «غیر لیو» را سرکوب کرد. او هم چنین پس از شکست در نبرد بایدنگ در سال ۲۰۲ پیش از میلاد، به وسیله اتحاد با ازدواج باعث ایجاد صلح بین امپراتوری هان و شیانگ نو شد. او در سال ۱۹۵ پیش از میلاد درگذشت و پسرش لیو یینگ جانشین وی گردید.

## خانواده و فرزندان
- والدین:
  - پدر: لیو تایگونگ
  - مادر: لیو آئو
- خواهران و برادران:
  - لیو بو، دوک هوآی
  - لیو شی، شاهزاده دای
  - لیو جیائو، شاهزاده چو
- همسر اصلی:
  - امپراتریس لو، لیو یینگ و شاهدخت لو یوان را به دنیا آورد.
- کنیزها/صیغه‌های مهم:
  - همسر ژانگ
  - همسر وی
  - همسر کائو، لیو فی را به دنیا آورد.
  - همسر چی، لیو رویی را به دنیا آورد.
  - همسر وان
  - همسر گوان
  - همسر بو، لیو هنگ را به دنیا آورد.
  - همسر ژائو، لیو چانگ را به دنیا آورد.
  - همسر ژائو زییر
- فرزندان:
  - لیو فی، شاهزاده دائوهوی کی.
  - لیو یینگ، ولیعهد، بعدها امپراتور هوی.
  - شاهزاده لیو جیانگ.
  - لیو رویی، شاهزاده یین ژائو.
  - لیو هنگ، شاهزاده دای، بعدها امپراتور ون.
  - لیو هوی
  - لیو یو
  - لیو چانگ
  - شاهداخت لویوان